# Université nationale kazakhe de technologie
L'université nationale kazakhe de technologie (kazakh : Қазақ Ұлттық Техникалық Университет, russe : Казахский Национальный Технический Университет) est un établissement d'enseignement supérieur situé à Almaty au Kazakhstan.

## Facultés
L'université est composée des facultés suivantes:
- Institut de géologie
- Institut de génie minier
- Institut de métallurgie et de polygraphie
- Institut du pétrole et du gaz
- Institut de génie mécanique
- Institut d'automatique et de télécommunication
- Institut d'informatique
- Institut d'économie et d'affaires
- Institut d'architecture et de construction
- Institut de haute technologie et de développement durable
- Institut supérieur d'excelelnce Polytech
- Institut d'enseignement à distance